# Космически кораб Аполо
Аполо (на английски: Apollo spacecraft) е американски космически кораб, разработен от НАСА с основно предназначение за достигане на човек до Луната и модифициран по-късно за доставяне на екипаж на американската космическа лаборатория Скайлаб, както и за съвместния полет и скачване със съветския космически кораб „Союз“ 19. Корабът е извеждан в орбита от ракета носител Литъл Джо II, Сатурн I, Сатурн IB, и Сатурн V. Състои се от три основни части – Команден модул (СМ), Сервизен модул (SM) и Лунен модул (LM), както и Аварийна система за спасение (Launch Escape System) (LES) и Космически адаптор на Лунния модул (Spacecraft Lunar Module Adapter) (SLA). Максималното стартово тегло на кораба е около 74 тона с обем на жилищните сектори от 12,70 м3, максимално време за пребиваване на Луната около 75 часа. Общият брой на мисиите от 1961 г. по програмата „Аполо“ е тридесет и три.

## Команден модул
Командният модул е основният работен и жилищен сектор за екипажа на кораба. В херметизираната кабина са разположени системите за управление и навигация, радиокомуникационната връзка, койките на екипажа, преден люк за преминаване в Лунния модул, страничен люк, служещ за вход – изход на екипажа на Земята, пет илюминатора за пряко наблюдение и парашутната система за приземяване. Командният модул е разработен от американската фирма North American Aviation и има формата на конус със сферична основа с височина 3470 мм и диаметър на основата 3900 мм, с ъгъл на върха от 60° и тегло от 5806 кг. Дъното на конуса представлява топлоизолационен щит за предпазване при навлизането в земната атмосфера.

### Животоподдържаща система
Животоподдържащата система в кораба е разработена и произведена от американската фирма Airsearch. Системата осигурява в кабината на кораба температура от 21 – 27 °C, влажност на въздуха от 40 до 70% при налягане от 0,35 кг/см2. При старта на кораба атмосферата се състои от 60% кислород и 40% азот, като в процеса на полета се заменя с чист кислород. Тя има запас за четиридневно продължение на полета от нормално предвиденото време. Предвидена е и аварийна кислородна система, която се включва автоматично при падане на налягането в кабината на екипажа при евентуален пробив от метеорит.

### Технически характеристики
- Екипаж: 3
- Обем на жилищната кабина: 6,17 м3
- Височина: 3470 мм
- Диаметър: 3900 мм
- Тегло: 5806 кг
- Тегло на конструкцията: 1567 кг
- Тегло на топл. щит: 848 кг
- Тегло на ракетни двигатели за управление (РДУ): 400 кг
- Тегло на рециклираща система: 245 кг
- Тегло на навигационна система: 505 кг
- Тегло на телеметрична система: 200 кг
- Тегло на електрическа система: 700 кг
- Тегло на комуникационна система: 100 кг
- Тегло на койки и провизии за екипажа: 550 кг
- Тегло на система за контрол на въздуха: 200 кг
- Тегло на ЗИП: 200 кг
- Ракетни двигатели за управление: 12 х 410 N
- Гориво за РДУ (вид): N2O4
- Гориво за РДУ (маса): 122 кг
- Вода за пиене: 15 кг
- Отработена вода: 26,5 кг
- Препарат за пречистване на въздуха: Литиев хидроокис
- Абсорбатор: Активен въглен
- Електрическа система: 28 V, три 40 А/ч сребърно-цинкови акумулатора, два 0,75 А/ч сребърно-цинкови пиротехнически акумулатора
- Парашутна система: два 5-метрови конусовидни забавящи парашута, три 2,2-метрови кръгли изтеглящи парашута, три 25,45-метрови основни парашута.

## Сервизен модул
В Сервизния модул са разположени двигателите, резервоарите за гориво, електрозахранването, научната апаратура и част от радиокомуникационна система за връзка със Земята.

### Радиокомуникационна система
Системата се състои от 4 общонасочени антени и една антена с голяма точност. Последната има четири параболични излъчвателя с диаметър по 80 см. Цялата конструкция се превежда в работно положение при достигане на орбита около Луната. Комуникацията със Земята се осъществява с два радиоприемника в диапазона на УКВ сектор и телевизионна връзка в S диапазона.

### Описание
Сервизният модул представлява цилиндър с диаметър от 3900 мм и височина със суплото на основния двигател от 7560 мм. Сервизният модул е разработен и произведен също от фирмата North American Aviation. Състои се от шест сектора, като във всеки от тях са разположени следните агрегати:
- Сектор едно – обикновено Сектор едно е напълнен с баласт за поддържане на центъра на гравитация на Сервизния модул. На корабите Аполо 15, Аполо 16 и Аполо 17 е складирана научна апаратура за работата на лунната повърхност. Тя включва панорамна камера, гама-лъчев спектрометър, камера, лазерен високомер, обемен спектрометър и лунен субсателит.
- Сектор две – в Сектор две се помещават резервоарът за окисляване на горивото с размери 1,30 м х 3,90 м и вместимост от 6315 кг, от където то се подава в основния двигател.
- Сектор три – основния резервоар за гориво се намира в Сектор три. Обемът му е 5118 кг (11 283 lb), размерът – 3,92 м х 1,14 м.
- Сектор четири – тук е разположена по-голямата част от електрическата система. Два кислородни резервоара по 290 кг с течен кислород и два резервоара с течен водород по 25 кг произвеждат гориво за електрическата система на кораба, а от резервоарите с кислород се поддържа въздушната система на кораба. При химическата реакция между кислорода и водорода се отделя незначително количество вода, използвана за пиене от екипажа. Всяка една от камерите тежи по 112 кг.
- Сектор пет – в Сектор пет се намира резервоарът за корабно гориво. В него се намира още 3950 кг неокислено гориво, което се подава в основния двигател.
- Сектор шест – основният резервоар за неокислено гориво е разположен в Сектор шест. Съдържа 3201 кг гориво.

### Технически характеристики
- Височина: 7,56 м
- Диаметър: 3,90 м
- Тегло: 24 523 кг
- Тегло на конструкцията: 1910 кг
- Тегло на ел. оборудване: 1200 кг
- Ракетни двигатели за управление (РДУ): 16 х 440 N
- Гориво за РДУ: N2O4
- Ускорение на РДУ: 290 с (2,84 kN х с/кг)
- Обща мощност на РДУ: 3517 kN с/кг
- Основен двигател на Сервизен модул (ОДС) Тегло: 3000 кг
- ОДС: 1 х 98 kN
- Гориво за ОДС (вид): N2O4 / Aerozine 50 (UDMH/N2Н4)
- Гориво за ОДС (маса): 18 413 кг
- Ускорение на ОДС: 314 с (3,08 kN х с/кг)
- Делта V: 2804 м/с
- Електрическа система: 6,30 kW, 670 Ah

## Лунен модул
Лунният модул представлява двуместен спускаем апарат, състоящ се от две степени – Спускаема (Descent Stage) и Излитаща (Ascent Stage). Той е разработен от американската фирма Grumman. Започва да се разработва през 1962 г., като първият Лунен модул LM-1 е изведен в космоса на 22 януари 1968 г. с космическия кораб Аполо 5. Следват полети с Аполо 9 с екипаж от трима астронавти на околоземна орбита, Аполо 10 на орбита около Луната и Аполо 11, където LM-5 Eagle осъществява меко кацане на лунната повърхност с хора на борда. През април 1970 LM-7 Aquarius спасява и завръща на Земята членовете на Аполо 13, претърпяли авария в космоса. На борда на LM-8 Antares с Аполо 14 вече е качена и първата товарна „рикша“, която астронавтите използват за пренасяне на своята научна екипировка по лунната повърхност. Следва модификация на Лунния модул и следващите три експедиции Аполо 15, Аполо 16 и Аполо 17 разполагат с истинско превозно средство – Лунар Роувър.

### Спускаема степен
Спускаемата степен е снабдена с двигател за извършване маневри по траекторията и осъществяване на меко кацане на повърхността на Луната. Тук също са разположени товарен отсек за научна апаратура, кислороден резервоар за престой от два – три дни на Луната, външна телевизионна камера, резервоар за вода, електрически батерии, електронно оборудване, подсистема за навигация и управление, прилуняващ радиолокатор, инструменти и кутии за събиране на образци от повърхността и специален пакет от научни прибори ALSEP, който остава на лунната повърхност. Специалното сгъваемо четирикрако шаси на Лунния модул е оборудвано с пиропатрони, които омекотяват кацането на повърхността и с помощта на система от лостове и пружини заема хоризонтална линия.

### Излитаща степен
Излитащата степен има три основни отсека, херметическа кабина за работа и почивка на екипажа, централен отсек и заден отсек за оборудване. Снабдена е със собствени двигатели за отделянето от Луната, маневриране и скачване с Командния модул. В нея са разположени пулт за управление, приборни таблици за ръчно прилуняване, радиокомуникационна система, радар, седалките на екипажа, два странични и един челен илюминатор за пряко наблюдение, люкове за преминаване в Командния модул и за излизане на лунната повърхност, телескоп за наблюдение, електрически батерии и резервоар с кислород.

### Технически характеристики
Излитаща степен
- Екипаж: 2
- Обем на кабината: 6,6 м3
- Височина: 3,54 м
- Диаметър: 4,47 м
- Тегло: 4547 кг
- Гориво: 2358 кг
- Ракетни двигатели за управление (РДУ) 16 х 440 N
- Гориво за РДУ: N2O4
- Ускорение на РДУ: 290 с (2,84 kN х с/кг)
- Основен двигател на Излитаща степен (ОДИ): 1 х 16 kN
- Гориво за ОДИ (вид): N2O4 / Aerozine 50 (UDMH/N2Н4)
- Ускорение на ОДИ: 311 с (3.05 kN х с/кг)
- Делта V: 2220 м/с
- Електрическа система: 28 V DC, 115 V 400 Hz AC, 17 kW, 800 Ah

Спускаема степен
- Височина: 2,83 м
- Диаметър: 4,21 м
- Диаметър на шасито: 9,37 м
- Тегло: 10 149 кг
- Гориво: 8165 кг
- Основен двигател на Спускаема степен (ОДСс): 1 х 44 kN
- Гориво за ОДСс (вид): N2O4 / Aerozine 50 (UDMH/N2Н4)
- Ускорение на ОДСс: 311 с (3.05 kN х с/кг)
- Делта V: 2470 м/с
- Електрическа система: 33 kW, 1600 Ah

## Аварийна система за спасяване
Системата за аварийно спасяване Launch Escape System (LES) представлява отделна ракета носител Литъл Джо II, закрепена на върха на Командния модул. Тя бива задействана автоматично (възможно е и ръчно) при изстрелването и възникване на пожар, експлозия или отклонение от курса на основната ракета носител Saturn. При възникване на подобна ситуация LES се задейства като запалва двигателите и се отцепва съвместно с Командния модул и набира височина. При достигане на подходяща височина Командният модул от своя страна също се отцепва от извеждащата го ракета и са приземява с парашутната си система аварийно на земната повърхност. На върха на LES е монтиран допълнителен двигател, който отклонява Командния модул при аварийна ситуация встрани от курса, като увеличава по този начин ъгъла на атака и не позволява на капсулата да падне на мястото на катастрофата.

### Технически характеристики
- Тотална височина: 10,20 м
- Диаметър: 0,66 м
- Тегло: 4170 кг
- Двигател: 689 kN

## Космически адаптор на Лунния модул
Космическият адаптор на Лунния модул Spacecraft Lunar Module Adapter (SLA) е предназначен да предпази Лунния модул при излитане и преминаване през земната атмосфера. Той свързва ракетата носител Saturn със Сервизния модул и се състои от четири алуминиеви панели, образуващи конус, върхът на който е съединен за Сервизния модул. След излизане на ракетата в открития космос с пиротехнически средства SLA се отстранява от основната конструкцията и освобождава място за следващата маневра на Командния и Лунния модул, които се отделят един от друг и след маневра, при която се обръщат един към друг, отново се скачват и поемат към Луната.

### Технически характеристики
- Височина: 8,50 м
- Диаметър на върха: 3,90 м
- Диаметър на базата: 6,60 м
- Тегло: 1837 кг
- Обем: 190 м3